# Hugues de Crécy
Hugues de Crécy, appelé également Hugues de Montlhéry dit Le Rouge ou Le Roux, né en 1068 et mort le 31 juillet 1147, est un noble français, seigneur de Châteaufort, Montlhéry (1108) et Gometz-le-Châtel, Gournay-sur-Marne, La Ferté-Baudoin, Crécy-en-Brie.

## Patronyme
Hugues de Crécy appartient à la maison de Montmorency. Il n'est pas à confondre avec la famille actuelle de Crécy.

## Biographie
Hugues de Crécy est le fils de Gui Ier de Rochefort, dit également Le Rouge et d'Élisabeth de Montdidier, dame de Crécy.
Suger le trouve doué des plus éminentes qualités et le considère comme un seigneur turbulent, brave capitaine, mais également porté à la rapine, redoutable incendiaire et grand perturbateur de la tranquillité du royaume.
Son père lui laisse en apanage les terres de Crécy. Sur résignation de son père en 1106, il est nommé à l'office de sénéchal de France accordé à son père par le roi Philippe Ier ; il participe à sa rébellion, finalement matée par Louis VI qui lui confisque ses terres.
Il quitte alors ses terres et se retire à l'abbaye de Saint-Denis, puis à l'abbaye Saint-Martin-des-Champs où il termine ses jours. À sa mort, le 31 juillet 1147, sa sœur Lucienne de Rochefort, mariée à Guichard II de Beaujeu, hérite de ses biens, reprenant ainsi les terres de Crécy.